# Podia Ser Pior
Podia Ser Pior é um filme brasileiro que seria lançado em 2010, roteirizado e dirigido por Ian SBF e produzido pela Fondo Filmes. O filme contou com o elenco formado por Fábio Porchat, Gregório Duvivier, Fernando Caruso, Danilo Gentili, Letícia Lima, Tatá Werneck e Wagner Santisteban. O lançamento oficial acabou nunca ocorrendo pela falta de arrecadação de verba para divulgação.

## Sinopse
Rodrigo (Fábio Porchat) acorda depois de uma noitada em um lugar desconhecido, com uma mulher desconhecida e com a mandíbula quase deslocada. Agora ele terá que correr contra o tempo para salvar seu futuro casamento e o casamento fracassado de seu amigo Murillo (Gregório Duvivier) antes que o dia termine pior do que começou.

## Elenco
- Fábio Porchat — Rodrigo
- Gregório Duvivier — Murillo
- Fernando Caruso — Gabriel
- Danilo Gentili — Danilo
- Letícia Lima — Suellen
- Tatá Werneck — Talita
- Paulinho Serra — Paulinho
- Paulo Carvalho
- Carine Klimeck
- Josie Antello —  Josie
- Wagner Santisteban — Giovani